# Montberthault

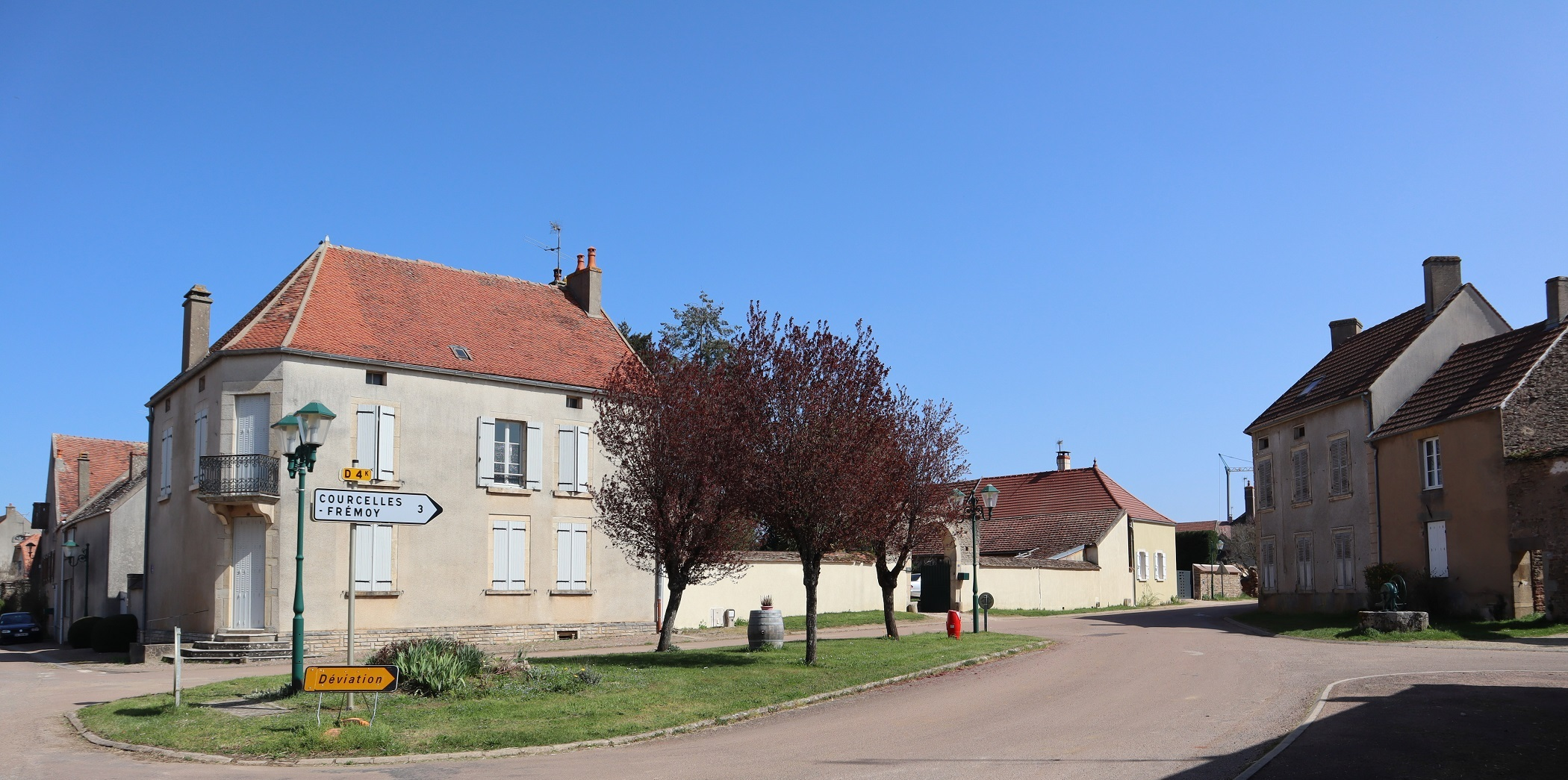
Montberthault (2021)

Montberthault ist eine französische Gemeinde mit 217 Einwohnern (Stand 1. Januar 2022) im Département Côte-d’Or in der Region Bourgogne-Franche-Comté. Sie gehört zum Kanton Semur-en-Auxois und zum Arrondissement Montbard.

## Lage
Das Gemeindegebiet wird vom Fluss Serein durchquert.
Nachbargemeinden sind Époisses im Norden, Forléans im Nordosten, Courcelles-Frémoy im Osten, La Roche-en-Brenil im Südosten, Sincey-lès-Rouvray im Süden und Vieux-Château im Westen.

## Bevölkerungsentwicklung
| Jahr                       | 1962 | 1968 | 1975 | 1982 | 1990 | 1999 | 2008 | 2018 |
| -------------------------- | ---- | ---- | ---- | ---- | ---- | ---- | ---- | ---- |
| Einwohner                  | 290  | 260  | 226  | 256  | 224  | 238  | 247  | 205  |
| Quellen: Cassini und INSEE |      |      |      |      |      |      |      |      |